# Virgen de la Fuensanta (Murcia)
La Virgen de la Fuensanta es la patrona principal de la ciudad de Murcia desde que así fuera proclamada en la primera mitad del siglo XVIII. Su onomástica se celebra el domingo siguiente al día 8 de septiembre.
Anteriormente la patrona era Santa María de la Arrixaca, imagen del siglo XIII relacionada con la conquista del Reino de Murcia y cantada por Alfonso X, que ha sido propuesta como patrona de la Región de Murcia. 

## Historia de la Virgen de la Fuensanta de Murcia
Patronazgo
La devoción del pueblo murciano por la Virgen de la Fuensanta es muy antigua, surgiendo a partir de la aparición de la Virgen en el monte conocido como El Hondoyuelo. Cuenta la leyenda que en esta sierra, situada a unos 5 kilómetros de la capital y ya considerada como enclave sagrado por las primeras civilizaciones que habitaron la zona, María había hecho brotar la "fuente santa" que dio nombre a la advocación. El pequeño manantial aún hoy riega aquel paraje y desde el siglo XV consta la existencia de una ermita en honor a la Virgen coronando el lugar. 
La historia de cómo la Fuensanta ha pasado a convertirse en una de las más importantes devociones del Levante español comienza el 17 de enero de 1694. En esa fecha, tras una larga sequía que azotaba toda la zona, se acuerda bajar la imagen de la Virgen por primera vez hasta Murcia, por el camino de Algezares hasta el convento de Capuchinos. Con aquella romería se imploraba la lluvia necesaria para los cultivos, relatando las crónicas de la época que, al finalizar la rogativa, llovió copiosamente e incluso llegó a nevar. Por entonces se tenía como patrona de la ciudad a Santa María de la Arrixaca, venerada desde la Reconquista en la iglesia conventual de los Agustinos. Pero el milagro del agua se repitió en las sucesivas romerías y la Virgen de la Fuensanta rivalizó pronto en popularidad con la Arrixaca, llegando a ser nombrada como nueva patrona de la Ciudad y su Huerta en 1731.
Muchos milagros han sido atribuidos a su intercesión desde entonces y no todos relacionados con la lluvia, con lo que la devoción ha venido creciendo hasta nuestros días. El 27 de mayo de 1808 le fue otorgado el rango militar de "Generala del Reino" a raíz de la invasión napoleónica, apelativo con el que muchas veces se refieren a ella sus fieles. 
El 24 de abril de 1927 se produjo su Coronación Canónica, realizada con gran solemnidad en el Puente de los Peligros ante una enfervorizada muchedumbre. También ha recibido la Medalla de Oro por parte de diversos estamentos y asociaciones tanto de la capital como de la Región, entre ellas las de la Ciudad de Murcia y la del Cabildo Superior de Cofradías.
La Guerra Civil
En el año 1936, siendo obispo de la diócesis de Cartagena D. Miguel de los Santos Díaz y Gómara, desatada la guerra civil española, Murcia quedó en el “bando” republicano. En esa oscura etapa de la historia de España, en las zonas de dominación republicana, se generaron reacciones populares espontáneas contra la Iglesia (reforzadas tras el apoyo de esta al bando sublevado), que llevó a la quema de templos e imágenes principalmente, así como en algunos casos la persecución, tortura y asesinato de sacerdotes, religiosas, religiosos y seglares, al margen de las instituciones republicanas.
Tras un primer asalto al Santuario, que no supuso la destrucción de la imagen, el día 2 de agosto, Fernando Monerri Córcoles, acompañado de Antonio Córcoles Romero, fueron a cerciorarse de la veracidad de la noticia, preguntando a Eugenio Úbeda Romero, entonces director de la Escuela Normal de Murcia, y que se encontraba en la Fuensanta, manifestándole este que la Virgen no había sido destruida pero que corría serio peligro.
La Virgen y el Niño, para esa fecha, ya no se encontraban en el Santuario, sino que estaban en la casa que los canónigos tenían en la primera planta del edificio contiguo al Santuario. Ante la manifestación de Eugenio, Fernando Monerri rescató las imágenes de la Virgen y del Niño, bajando a la Virgen a su vivienda en Murcia, situada en la Plaza Fontes, y la del Niño en casa de su madre, Rosario Córcoles Ruiz, sita en el tercer piso del n.º 2 de la calle Trapería, envueltas ambas imágenes en un colchón, atado con cuerdas, para lo que utilizó el vehículo del entonces alcalde de Murcia, el socialista Fernando Piñuela, hermano de su esposa Aurora Piñuela.
Parte del Santuario, incluido el camarín en el que debía estar la imagen de la Virgen, fue pasto finalmente de las llamas.
Durante los duros años de la guerra, la imagen de Nuestra Señora de la Fuensanta siguió escondida y custodiada por Fernando Monerri. El 29 de marzo de 1939, dos días antes de la conclusión de la contienda civil, entraron en la ciudad de Murcia las tropas franquistas. Fernando Monerri, acompañado de su primo hermano Antonio Córcoles, fue a comunicar al entonces gobernador civil, Carmelo Monzón Massó, que las imágenes de la Patrona, la Virgen de la Fuensanta y del Niño, lejos de haber desaparecido o de haber sido quemadas en la contienda, pasaron los años de la guerra custodiadas por él y por su madre.
Ante tan alegre e insospechada noticia, se sacaron en procesión por la ciudad, trasladándola al Gobierno Civil (sito entonces en el Palacio Almodóvar), al estar la Santa Iglesia Catedral cerrada, para alegría, emoción y regocijo de una multitud de murcianos devotos de su patrona, enterados de la noticia por la información que Eugenio Úbeda trasmitió por la radio.
Fue entonces cuando el obispo D. Miguel de los Santos Díaz y Gómara encomendó que Fernando Monerri, y en lo sucesivo, su familia, custodiaran y se responsabilizaran de las imágenes de la Virgen de la Fuensanta y del Niño en todos los traslados que se realizaran de ambas imágenes de por vida, nombrándolo cabo de andas y a su hermano punta de vara del trono de Nuestra Señora de la Fuensanta a perpetuidad.

## Santuario

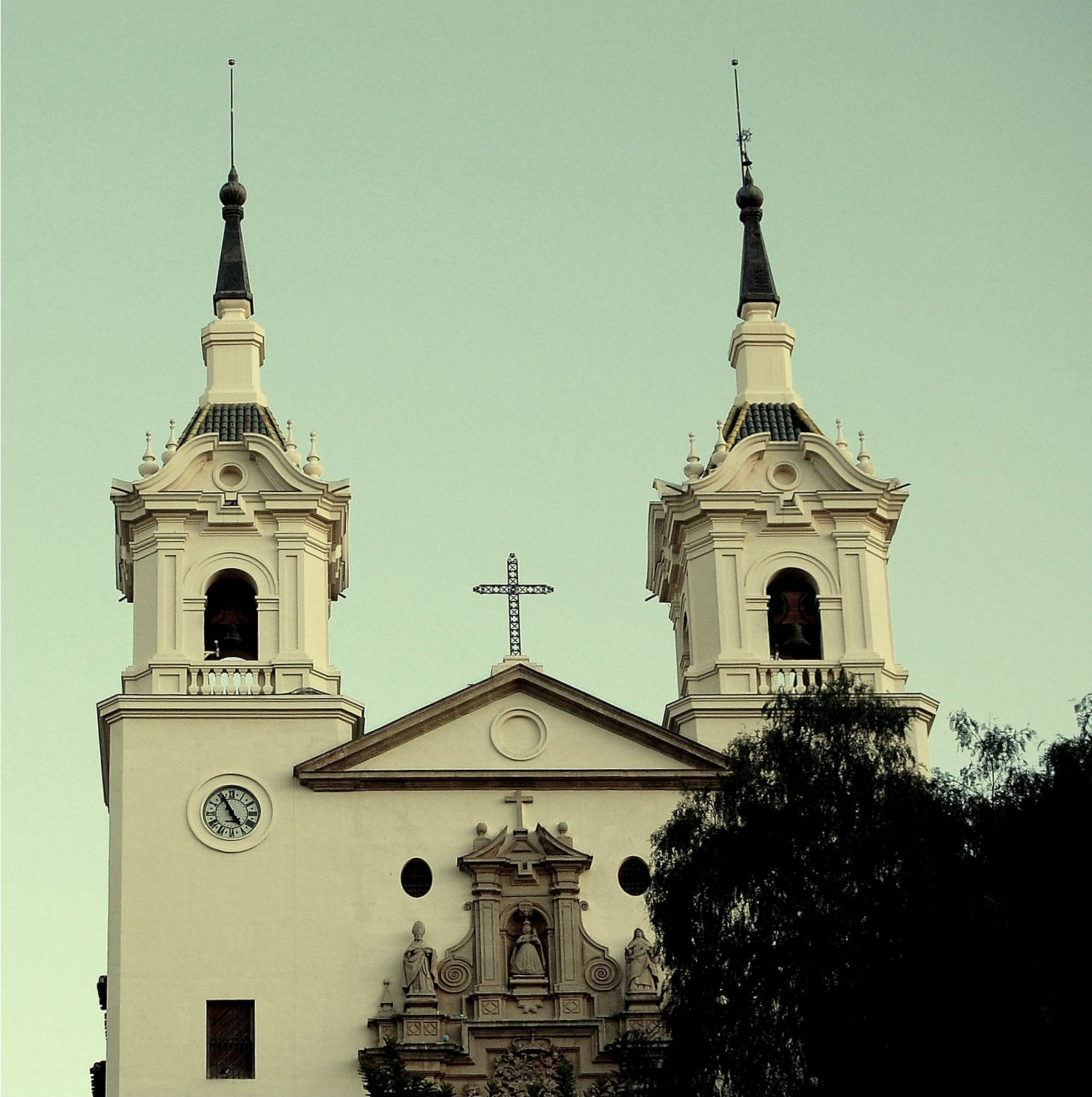
Santuario de la Fuensanta

Tiene la Fuensanta su Santuario en Algezares, emplazado en plena sierra que bordea a la ciudad. El lugar ya era objeto de culto desde épocas y culturas muy remotas, originándose el culto a la Virgen de la "Fuente Santa" a partir de una leyenda que narra la aparición del milagroso manantial que riega el paraje. Desde el siglo XV consta la existencia de un templo dedicado a la Virgen, sufriendo reformas y ampliándose sucesivamente, hasta convertirse en la bellísima iglesia barroca que tantos turistas y peregrinos visitan en la actualidad.
El Santuario de la Virgen es hoy uno de los más visitados del país, no sólo como lugar de peregrinación sino también por la belleza del enclave. Sobre la ermita primitiva, descrita en antiguos documentos como "entre iglesia y mezquita", empieza a construirse a finales del XVII un nuevo templo más acorde con el gran poder de convocatoria que estaba adquiriendo la Virgen de la Fuensanta. Se trata de un edificio de estilo barroco, enriqueciéndose en épocas posteriores y sufriendo una importante restauración tras la Guerra Civil. 
En el interior de la iglesia se encuentra la venerada talla de la patrona, una escultura de origen gótico y retocada en el siglo XVIII por el imaginero Roque López, atribuyéndose el Niño a Francisco Salzillo. La hermosura de la imagen es indiscutible, cuyo aspecto se embellece con lujosos ropajes, joyas y coronas regaladas por los fieles, siendo el color tostado de su cara el que ha motivado que sea cariñosamente conocida con el sobrenombre de "La Morenica". También encontramos en el templo importantes frescos del pintor Pedro Flores alusivos a la advocación, así como una hermosa colección de relieves sobre temas evangélicos marianos realizados por el escultor Juan González Moreno. 
El Santuario está custodiado por un monasterio de religiosas benedictinas, constituyendo ambos desde su encumbrado emplazamiento el mejor mirador sobre Murcia y toda la Vega del Segura.  
La difusión del culto a Ntra. Sra. de la Fuensanta desde su proclamación como patrona, ha venido ligada a la celebración de traslados periódicos de la efigie desde el Santuario hasta la Catedral de la ciudad y viceversa.  Estos traslados no tienen una fecha fija asignada en el calendario, siempre se realiza el trayecto del monte a la ciudad un jueves, y el retorno un martes.

## Romerías

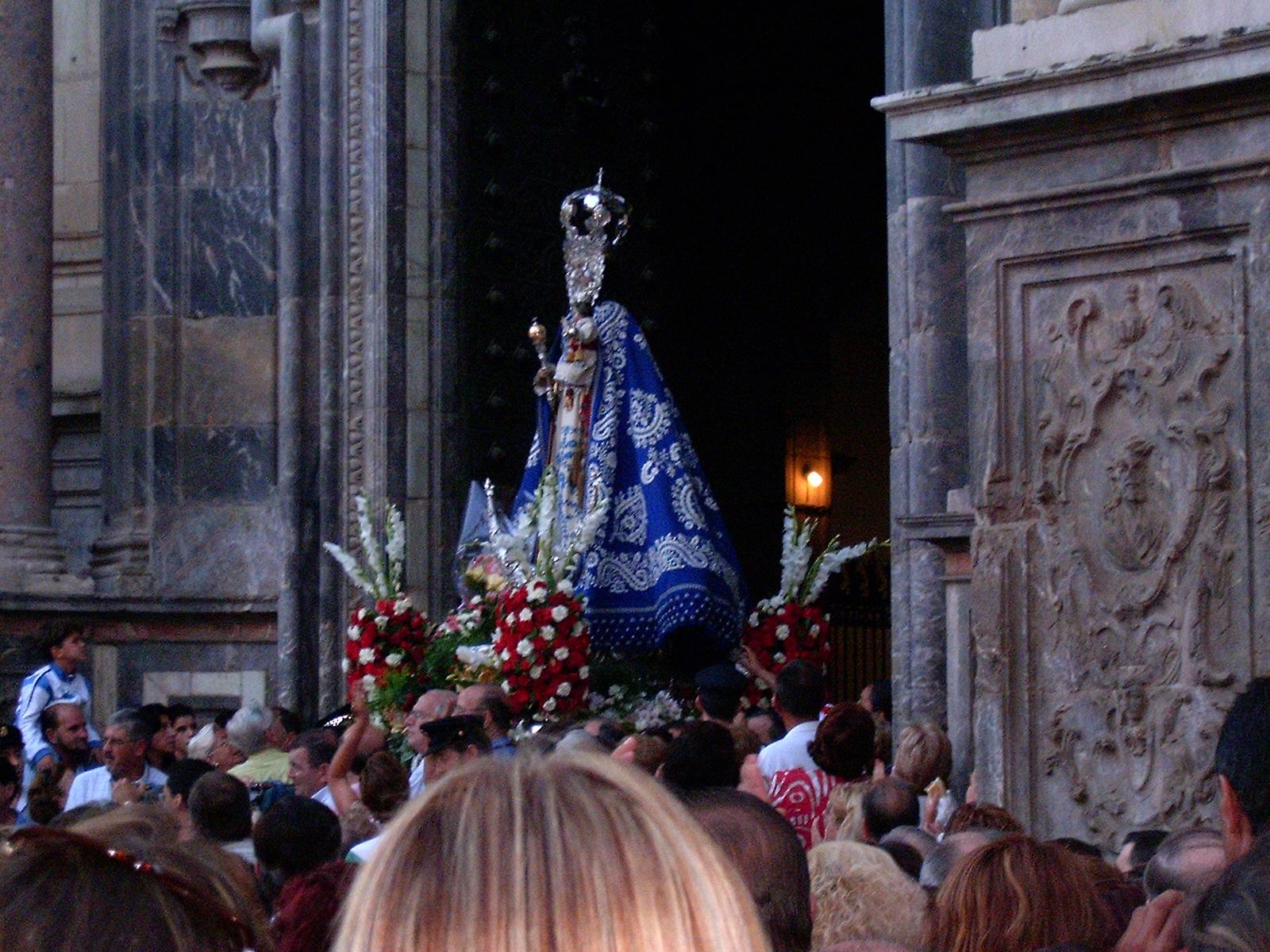
Virgen de la Fuensanta saliendo de la Catedral el día de su Romería.

La Virgen de la Fuensanta visita en dos ocasiones al año la Ciudad de Murcia: una con la llegada de la Cuaresma, siendo siempre el día de la bajada el segundo jueves de Cuaresma, alargando su permanencia en la Catedral hasta la finalización de las fiestas de primavera, que tienen lugar tras la Semana Santa, siendo el día de “la subida” el martes siguiente al domingo en el que termina la novena que comienza el sábado siguiente al Domingo de Resurrección ; y otra en septiembre con motivo de su onomástica, que siendo el 8 de septiembre, la Iglesia lo conmemora el domingo siguiente, siendo la bajada el jueves anterior al inicio de la novena que acaba el día de la celebración de su onomástica. Fiesta que se celebra con una Misa Pontifical y Procesión Claustral en el interior de la Santa Iglesia Catedral. Ese jueves de “la bajada” da lugar el inicio de la Feria de Septiembre de Murcia. La Feria es inaugurada por las autoridades después de la llegada de la Fuensantica a la Ciudad. La Morenica volverá a su Santuario en Romería el martes siguiente a su onomástica, considerándose esta “subida” como la Romería mayor al ser fiesta en la ciudad de Murcia. Ésta es la más tradicional y multitudinaria, congregando a más de medio millón de romeros, murcianos o no, llegados de toda España para acompañar a la Virgen en su regreso al Santuario.
Durante su estancia en la ciudad, diversos actos protagonizados por la Virgen merecen especial reseña. Dos de ellos tienen lugar durante las mencionadas fiestas de primavera, como son la Misa Huertana y la solemne procesión con la imagen por las calles del casco antiguo. 
Los alrededores de la Catedral, empiezan a llenarse de fieles que esperan la salida de la Virgen mientras grupos folklóricos bailan y cantan en honor de la patrona. También las inmediaciones del Santuario se colman con los primeros romeros, que pasan la noche en el monte en un ambiente fraternal y lleno de tipismo. Al amanecer y tras una misa de despedida, Ntra. Sra. de la Fuensanta sale finalmente del templo catedralicio para emprender el camino arropada por la muchedumbre. El trono de plata navega lentamente por un río de romeros, sucediéndose las tradicionales "lluvias de pétalos" con que los murcianos tributan a su patrona desde los balcones del recorrido. Entrada la tarde y después de dejar atrás la ciudad atravesando el paisaje huertano, La Fuensanta llega al pie de su sierra, donde ya sólo restan las llamadas "Siete Cuestas" que la separan del Santuario; esas rampas son ascendidas por muchos romeros de rodillas, otros descalzos, en señal de promesa. Todo el monte es un clamor al paso de "La Morenica", que tras una lenta subida alcanza finalmente la atalaya de la iglesia. Y desde las puertas del Santuario, la Virgen es vuelta a la ciudad y al pueblo que abarrota el lugar en señal de despedida, entrando después a su templo acompañada de vítores que resuenan por toda la serranía.